# Saint-Herblon
Saint-Herblon är en kommun i departementet Loire-Atlantique i regionen Pays de la Loire i nordvästra Frankrike. Kommunen ligger i kantonen Ancenis som tillhör arrondissementet Ancenis. År 2018 hade Saint-Herblon 2 631 invånare.

## Befolkningsutveckling
Antalet invånare i kommunen Saint-Herblon
| Referens: INSEE |